# آرون اوانس-هریوت
آرون اوانس-هریوت (انگلیسی: Aaron Evans-Harriott؛ زادهٔ ۱۷ سپتامبر ۲۰۰۲) بازیکن فوتبال اهل بریتانیا است.
از باشگاه‌هایی که در آن بازی کرده‌است می‌توان به باشگاه فوتبال چلتنهام تاون اشاره کرد.